# Palacole
Palacole es una ciudad y  municipio situada en el distrito de Godavari Oeste en el estado de Andhra Pradesh (India). Su población es de 81199 habitantes (2011). Se encuentra a 126 km de Vijayawada y a 401 km de Hyderabad.

## Demografía
Según el censo de 2011 la población de Palacole era de 81199 habitantes, de los cuales 40103 eran hombres y 41096 eran mujeres. Palacole tiene una tasa media de alfabetización del 85,40%, superior a la media estatal del 67,02%. 